# 原位杂交技术

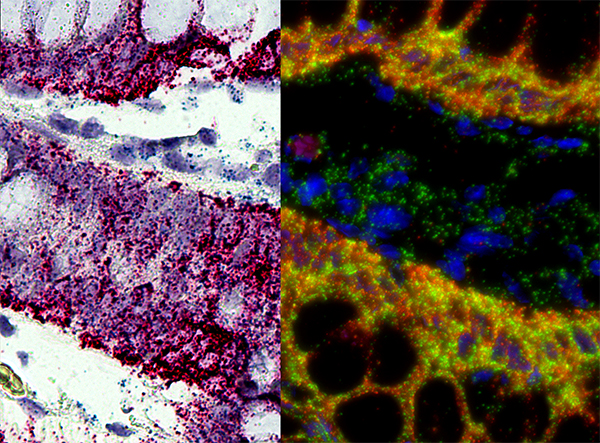
RNA原位杂交 - KRT5和管家基因在人黑色素瘤FFPE组织切片中明视野和荧光显微镜下的可视化图片

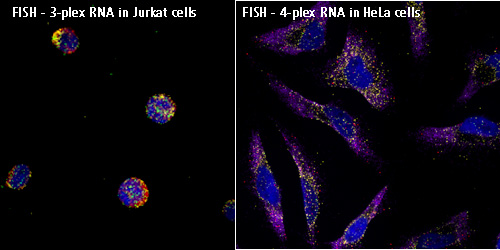
使用ViewRNA FISH Assays在细胞中进行多重RNA可视化

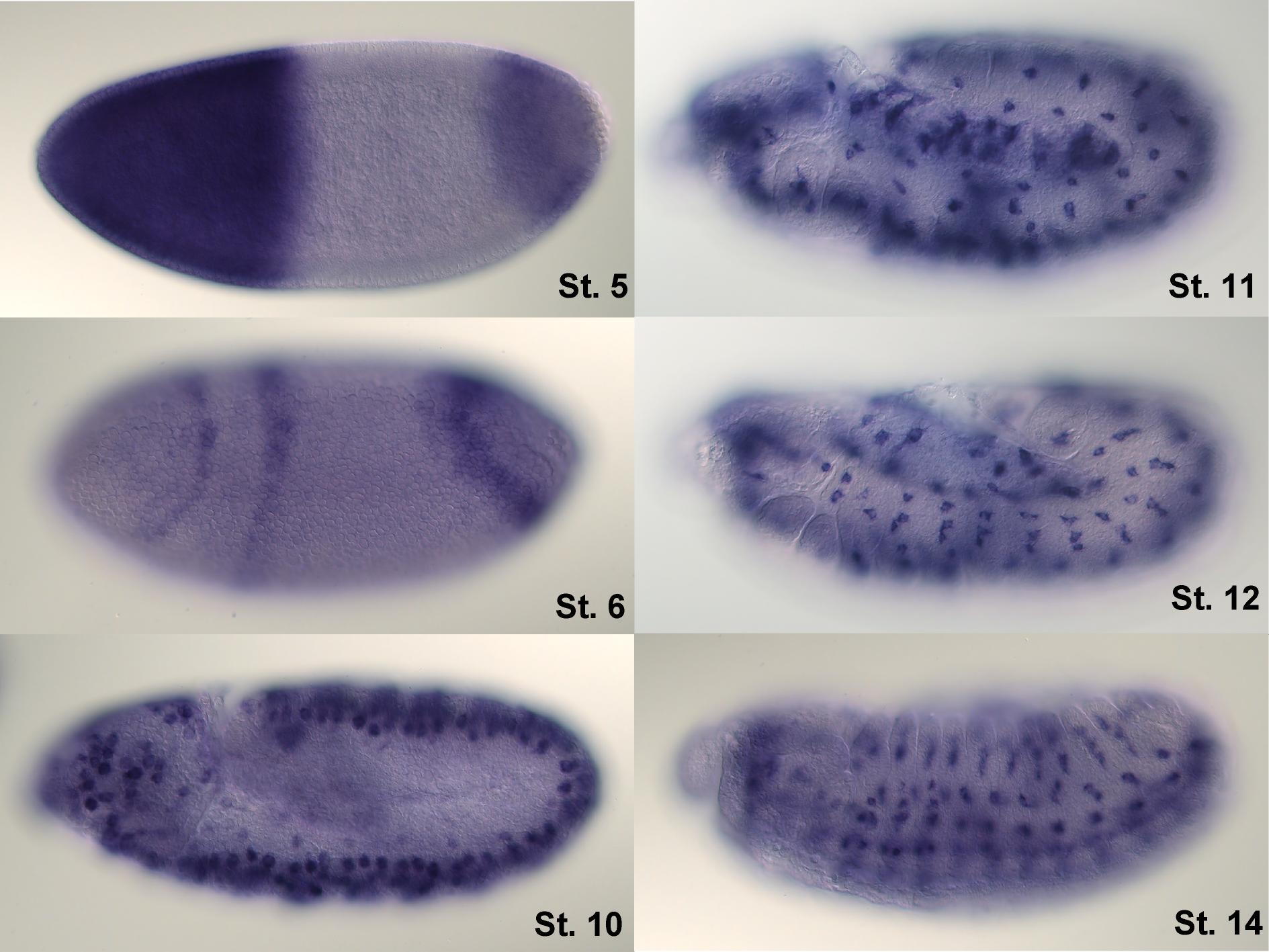
野生型果蝇胚胎在不同发育阶段的原位杂交（使用驼背基因的RNA）

原位杂交化学技术（英語：In situ hybridization，缩写：ISH），简称原位杂交，是核酸杂交技术的一种方式。其使用标记的互补DNA，RNA或修饰的核酸链（即探针）定位组织的一部分或部分中的特定DNA或RNA序列（即原位）。如果组织足够小（例如植物种子，果蝇胚胎），也可以定位整个组织，细胞和循环肿瘤细胞。这与免疫组织化学不同，免疫组织化学通常是定位组织切片中的蛋白质。
原位杂交用于揭示特定核酸序列在染色体或组织中的位置，这是理解基因的组织，调节和功能的关键步骤。
目前使用的关键技术包括：用寡核苷酸和RNA探针（放射性标记和半抗原标记）与 mRNA 原位杂交；用光学和电子显微镜进行分析； 整体原位杂交;和荧光原位杂交检测染色体序列等。
原位杂交技术由Mary-Lou Pardue和约瑟夫·G·加尔发明。

## 基本原理
两条核苷酸单链片段在适宜的条件下，能形成 DNA-DNA 或 RNA-RNA 双链分子，用带有标记的 DNA 或 RNA 片段作为核酸探针，与组织或细胞内待测核酸（RNA) 片段进行杂交，然后通过放射自显影、荧光显微镜观察或酶促底物显色的方法予以显示，确定目的基因的 mRNA 的存在与定位情况。